# Sollzins
Sollzinsen sind eine Art des Kreditzinses, der von Kreditinstituten gemäß den Kreditbedingungen für die Inanspruchnahme von Krediten dem Kreditnehmer berechnet wird.

## Rechtsfragen
Nunmehr besteht für den Begriff „Sollzinssatz“ eine Legaldefinition in § 489 Abs. 5 BGB. Diese Bestimmung unterscheidet zwischen „gebundenen“, also Festzinsen, und „veränderlichen“, also variablen jährlichen Zinssätzen, die einer Kreditinanspruchnahme zugrunde gelegt werden. Eine für die gesamte Laufzeit des Darlehensvertrags feststehende Prozentzahl ist demnach ein Festzins. Ein veränderlicher Zinssatz liegt hingegen dann vor, wenn keine Sollzinsbindung für die gesamte Vertragslaufzeit vereinbart wurde, sondern eine Zinsbindung nur für kürzere Zeiträume vorgesehen ist. Die komplizierte gesetzliche Regelung macht damit den variablen Zinssatz zu einem Festzinssatz für die vereinbarte Laufzeit. Die Zinsanpassung bei variablen Zinsen ist demnach eine inhaltliche Vertragsgestaltungsmöglichkeit, bei der die Bestimmung der Leistung durch eine Vertragspartei fortwährend möglich ist.

## Arten von Sollzinsen
Der umgangssprachliche Begriff „Sollzinsen“ wird als Sammelbegriff für eine Vielzahl von Kreditarten benutzt. Die den Effektivzins beeinflussenden Zinsarten heißen preisbestimmende Faktoren (§ 16 Abs. 3 PAngV); hierzu gehören der Sollzins im engeren Sinne und die Darlehenszinsen.

### Sollzinsen im engeren Sinne
Ursprünglich war der Begriff reduziert auf Kreditzinsen, die für Sollsalden auf Girokonten zu entrichten waren. Sie werden berechnet, wenn ein Girokonto durch Verfügungen einen Sollsaldo aufweist. Dieser Sollzins ist zumeist variabel und wird den allgemeinen Marktschwankungen angepasst.

### Überziehungszinsen
Überziehungszinsen werden nur dann – zusätzlich zu den Sollzinsen – berechnet, wenn es zu einer Überziehung des Girokontos kommt. Eine Überziehung kann entweder entstehen durch Sollsalden, ohne dass eine Kreditlinie (Dispositionskredit, Kontokorrentkredit) besteht oder durch Überschreitungen dieser Kreditlinien.

### Darlehenszinsen
Umgangssprachlich wurde der Begriff dann ausgedehnt auf alle Kreditzinsen, die bei den verschiedenen Kreditarten anfallen. Zinsen für gewährte Darlehen sind nach präziser Terminologie Darlehenszinsen, deren Höhe – je nach Vereinbarung – entweder für eine bestimmte Laufzeit fest vereinbart ist (Festzins) oder je nach Marktlage auch variabel sein können.

## Berechnung
Wie alle Kreditzinsen werden Sollzinsen nur von der tatsächlichen Kreditinanspruchnahme berechnet. Die Zinsberechnung beginnt mit dem Wertstellungstag, an dem die Kreditgewährung beginnt und endet am Tag der Kreditrückzahlung. Banküblich findet bei Girokonten die Zinsbelastung zum jeweiligen Rechnungsabschluss statt, der zumeist zum Kalenderquartalsende erfolgt.

## Andere Kreditkosten
Sofern Kreditkosten nicht von der Kreditinanspruchnahme und/oder Kreditlaufzeit abhängig sind, handelt es sich nicht um Kreditzinsen, sondern um Kreditprovisionen. Diese heißen Zusageprovision oder Bereitstellungsprovision und werden unabhängig vom Kreditzins berechnet und belastet.
Bearbeitungsgebühren für die Kreditbearbeitung des Kreditantrags dürfen im Regelfall nicht mehr erhoben werden.

## Zinsänderungsklauseln
Zinsänderungsklauseln stellen Preisanpassungsklauseln dar, die den Kreditinstituten gestatten, den bei Vertragsabschluss festgelegten Sollzins nachträglich zu ändern. Es handelt sich um eigenständige Preisnebenabreden, die die Änderung eines vereinbarten Zinssatzes bewirken sollen. Die Kreditinstitute verfolgen hiermit das rechtlich anerkannte Ziel, Zinsänderungen auf den Kapital- und Geldmärkten an ihre Kunden weiterzugeben, ohne dass es einer Vertragsänderung bedarf. Diese Klauseln waren bereits mehrfach Gegenstand der höchstrichterlichen Rechtsprechung des BGH. Derartige Zinsänderungsklauseln kommen sowohl in Kreditverträgen als auch bei der Geldanlage vor. Für eine nach § 307 BGB und § 492 Abs. 1 Satz 5 Nr. 5 BGB genügende Zinsanpassungsklausel im Kreditgeschäft bedarf es der Angabe der notwendigen Berechnungsparameter. Dabei sind als Referenzzinssätze der Basiszinssatz nach § 247 BGB, EURIBOR, LIBOR oder EONIA geeignet. Wenn sich eine Bank in einem formularmäßigen Kreditvertrag einseitig eine Zinsänderung vorbehält, so ist eine derartige Klausel grundsätzlich dahin auszulegen, dass sie lediglich eine Anpassung (Erhöhung oder Senkung) des Vertragszinses an kapitalmarktbedingte Änderungen der Refinanzierungskonditionen der Bank gemäß § 315 BGB ermöglicht. Eine solche Klausel hält der gerichtlichen Inhaltskontrolle stand.
Das „anerkennenswerte Interesse“ der Banken und Sparkassen, die Sollzinsen in Zeiten des wechselhaften Kapitalmarktes anzupassen, änderten hieran nichts. Ihnen sei zuzumuten, unter den Bezugsgrößen des Kapitalmarktes diejenigen oder eine Kombination von ihnen auszuwählen und sie für den Kunden erkennbar und ausdrücklich zum Maßstab für künftige Zinsänderungen zu machen.

### Refinanzierungsbedingte Zinsänderungsklauseln
Dabei erkennt die Rechtsprechung an, dass insbesondere der Zinssatz den wechselnden und bei Vertragsabschluss meist nicht überschaubaren künftigen Refinanzierungsmöglichkeiten angepasst werden muss. Der BGH hat Bankkredite mit inhaltlich unbeschränkten Zinsänderungsklauseln bisher einschränkend dahin ausgelegt, dass sie den kreditgebenden Kreditinstituten Änderungen des Zinssatzes nur nach Maßgabe der kapitalmarktbedingten Veränderungen ihrer Refinanzierungskonditionen gestatten. Ein berechtigtes Interesse der Kreditinstitute, ihre Zinssätze den veränderlichen Gegebenheiten des Geld- und Kapitalmarktes nicht nur bei Neuabschlüssen, sondern auch bei bestehenden Verträgen anzupassen, ist vom Bundesgerichtshof für das Kreditgeschäft mehrfach anerkannt worden.

### Bonitätsorientierte Zinsänderungsklauseln
Bonitätsorientierte Zinsänderungsklauseln knüpfen die Höhe des vom Kreditnehmer zu zahlenden Zinssatzes an die sich aus dem aktuellen Rating ergebende Ausfallwahrscheinlichkeit des Kreditnehmers. Dieser allein kann seine eigene Bonität und damit diese Art der Zinsänderung beeinflussen. Auslöser einer Zinsänderung sind somit nicht veränderte Marktzinsen, sondern alleine die etwaigen Ratingveränderungen des Kreditnehmers. Um diese zu berücksichtigen, wird in aller Regel im Kreditvertrag eine Vereinbarung getroffen, wonach sich die vorher festgelegten Kreditmargen je nach eintretenden Ratingveränderungen ebenfalls verändern sollen (englisch „margin grids“). Dadurch soll erreicht werden, dass die Kreditmargen mit der Erhöhung des Ausfallrisikos (also mit Ratingverschlechterung) automatisch ansteigen sollen und umgekehrt, ohne dass es hierzu neuer vertraglicher Vereinbarungen bedarf.
Diese Abwälzung des Bonitätsänderungsrisikos auf den Kreditnehmer ist anerkannt, wie auch die Ansprüche auf Nachbesicherung zeigen. Die Nachbesicherung ist ebenfalls an Bonitätsverschlechterungen geknüpft, wie sie durch eine wesentliche Verschlechterung der Vermögensverhältnisse eintreten kann. Diese Art der Zinsänderungsklauseln ist von der Rechtsprechung ebenfalls anerkannt. Der mit der Veränderung eines individuellen Ausfallrisikos verbundene Wechsel in eine andere Ratingklasse („Ratingmigration“) stellt einen sachlichen Grund für eine Zinsänderung dar.